# Mezinárodní pohár ve fotbale 1955–1960
Mezinárodní pohár 1955–1960 byl 6. ročníkem středoevropské mezinárodní fotbalové soutěže a hrálo se od 27. března 1955 do 6. ledna 1960. Soutěže se zúčastnilo 6 národních týmů z Itálie, Československa, Rakouska, Maďarska, Švýcarska a Jugoslávie.

## Výsledky
| 27. březen 1955 | Československo                         | 3 – 2  | Rakousko              | Stadion Závodů Jana Švermy, Brno     |  |  |
|                 | Procházka 6' Crha 33 (pen.)' Pešek 52' | Report | 15' Probst 15' Dienst | Diváci: 45.000 Rozhodčí: Leo Lemešić |  |  |
|                 |                                        |        |                       |                                      |  |  |

| 24. duben 1955 | Rakousko        | 2 – 2  | Maďarsko                  | Praterstadion, Vídeň                            |  |  |
|                | Probst 11', 30' | Report | 7' Fenyvesi 29' Hidegkuti | Diváci: 65.000 Rozhodčí: Vasilis Diamantopoulos |  |  |
|                |                 |        |                           |                                                 |  |  |

| 1. květen 1955 | Švýcarsko               | 2 – 3  | Rakousko                                   | Wankdorfstadion, Bern                       |  |  |
|                | Hügi 21' Vonlanthen 42' | Report | 27' Hofbauer 54 (pen.)' Brousek 58' Probst | Diváci: 40.000 Rozhodčí: Vincenzo Orlandini |  |  |
|                |                         |        |                                            |                                             |  |  |

| 29. květen 1955 | Itálie | 0 – 4  | Jugoslávie                                                       | Stadio Comunale, Turín                |  |  |
|                 |        | Report | 48' Veselinović 42' Zebec 43' 81(vl.)' Bergamaschi 82' Vukas 43' | Diváci: 65.000 Rozhodčí: Carl Steiner |  |  |
|                 |        |        |                                                                  |                                       |  |  |

| 26. červen 1955 | Jugoslávie | 0 – 0  | Švýcarsko | Stadion Jugoslovenska Narodna Armija, Bělehrád |  |  |
|                 |            | Report |           | Diváci: 40.000 Rozhodčí: Zsolt István          |  |  |
|                 |            |        |           |                                                |  |  |

| 17. září 1955 | Švýcarsko                            | 4 – 5  | Maďarsko                                          | Stade Olympique de la Pontaise, Lausanne   |  |  |
|               | Vonlanthen 16', 43' Antenen 64', 73' | Report | 20', 22' Machos 57', 85 (pen.)' Puskás 26' Kocsis | Diváci: 40.000 Rozhodčí: Jacques Devillers |  |  |
|               |                                      |        |                                                   |                                            |  |  |

| 2. říjen 1955 | Československo | 1 – 3  | Maďarsko                       | Stadion Československé Armády, Praha     |  |  |
|               | Přáda 74'      | Report | 6' Kocsis 39' Czibor 39' Tichy | Diváci: 50.000 Rozhodčí: Laurent Franken |  |  |
|               |                |        |                                |                                          |  |  |

| 16. říjen 1955 | Maďarsko                                                | 6 – 1  | Rakousko  | Népstadion, Budapešť                         |  |  |
|                | Czibor 65', 81' Tichy 4' Kocsis 60' Tóth 67' Puskás 84' | Report | 53' Grohs | Diváci: 104.000 Rozhodčí: Karel van der Meer |  |  |
|                |                                                         |        |           |                                              |  |  |

| 30. říjen 1955 | Rakousko              | 2 – 1  | Jugoslávie      | Praterstadion, Vídeň                        |  |  |
|                | Grohs 18' Hanappi 48' | Report | 26' Milutinović | Diváci: 65.000 Rozhodčí: Francesco Liverani |  |  |
|                |                       |        |                 |                                             |  |  |

| 27. listopad 1955 | Maďarsko            | 2 – 0  | Itálie | Népstadion, Budapešť                      |  |  |
|                   | Puskás 81' Tóth 84' | Report |        | Diváci: 70.000 Rozhodčí: Nikolay Latyshev |  |  |
|                   |                     |        |        |                                           |  |  |

| 29. duben 1956 | Maďarsko                | 2 – 2  | Jugoslávie               | Népstadion, Budapešť                        |  |  |
|                | Fenyvesi 42' Bozsik 55' | Report | 6' Vukas 75' Veselinović | Diváci: 100.000 Rozhodčí: Lucien van Nuffel |  |  |
|                |                         |        |                          |                                             |  |  |

| 10. květen 1956 | Švýcarsko   | 1 – 6  | Československo                                         | Stade des Charmilles, Ženeva            |  |  |
|                 | Ballaman 1' | Report | 21', 31', 61', 66' Feureisl 16' Borovička 88' Masopust | Diváci: 22.000 Rozhodčí: Jan Bronkhorst |  |  |
|                 |             |        |                                                        |                                         |  |  |

| 20. květen 1956 | Maďarsko                     | 2 – 4  | Československo                                   | Népstadion, Budapešť                 |  |  |
|                 | Machos 28' Bozsik 56 (pen.)' | Report | 27', 55' Moravčík 8' Feureisl 70 (pen.)' Pazdera | Diváci: 90.000 Rozhodčí: Leo Lemešić |  |  |
|                 |                              |        |                                                  |                                      |  |  |

| 17. červen 1956 | Jugoslávie | 1 – 1  | Rakousko   | Maksimir, Záhřeb                          |  |  |
|                 | Rajkov 60' | Report | 70' Koller | Diváci: 30.000 Rozhodčí: Sándor Harangozó |  |  |
|                 |            |        |            |                                           |  |  |

| 16. září 1956 | Jugoslávie   | 1 – 3  | Maďarsko                        | Stadion Jugoslávské lidové armády, Bělehrad |  |  |
|               | Petaković 7' | Report | 5' Czibor 26' Kocsis 66' Puskás | Diváci: 55.000 Rozhodčí: Friedrich Seipelt  |  |  |
|               |              |        |                                 |                                             |  |  |

| 30. září 1956 | Jugoslávie    | 1 – 2  | Československo        | Stadion Jugoslávské lidové armády, Bělehrad |  |  |
|               | Stanković 66' | Report | 42', 60 (pen.)' Přáda | Diváci: 50.000 Rozhodčí: Friedrich Mayer    |  |  |
|               |               |        |                       |                                             |  |  |

| 11. listopad 1956 | Švýcarsko    | 1 – 1  | Itálie      | Wankdorfstadion, Bern             |  |  |
|                   | Ballaman 26' | Report | 35' Firmani | Diváci: 57.700 Rozhodčí: Leo Horn |  |  |
|                   |              |        |             |                                   |  |  |

| 9. prosinec 1956 | Itálie           | 2 – 1  | Rakousko   | Stadio Luigi Ferraris, Janov          |  |  |
|                  | Longoni 37', 48' | Report | 55' Körner | Diváci: 55.000 Rozhodčí: Emilio Guidi |  |  |
|                  |                  |        |            |                                       |  |  |

| 14. duben 1957 | Rakousko                             | 4 – 0  | Švýcarsko | Praterstadion, Vídeň                     |  |  |
|                | Buzek 8', 53' Haummer 62' Koller 77' | Report |           | Diváci: 65.000 Rozhodčí: Vasa Stefanović |  |  |
|                |                                      |        |           |                                          |  |  |

| 12. květen 1957 | Jugoslávie                                                          | 6 – 1  | Itálie             | Maksimir, Záhřeb                      |  |  |
|                 | Milutinović 26', 47' Zebec 10' Lipošinović 40' Rajkov 49' Vukas 80' | Report | 58 (pen.)' Cervato | Diváci: 45.000 Rozhodčí: Martin Macko |  |  |
|                 |                                                                     |        |                    |                                       |  |  |

| 18. květen 1957 | Československo | 1 – 0  | Jugoslávie | Tehelné pole, Bratislava                        |  |  |
|                 | Borovička 57'  | Report |            | Diváci: 45.000 Rozhodčí: Vasilis Diamantopoulos |  |  |
|                 |                |        |            |                                                 |  |  |

| 13. říjen 1957 | Rakousko                    | 2 – 2  | Československo  | Praterstadion, Vídeň                      |  |  |
|                | Körner 30' Senekowitsch 54' | Report | 5', 7' Moravčík | Diváci: 56.000 Rozhodčí: Gottfried Dienst |  |  |
|                |                             |        |                 |                                           |  |  |

| 23. březen 1958 | Rakousko                          | 3 – 2  | Itálie                 | Praterstadion, Vídeň                   |  |  |
|                 | Kozlicek 41' Körner 79' Buzek 82' | Report | 47' Petris 61' Firmani | Diváci: 60.000 Rozhodčí: Gérard Versyp |  |  |
|                 |                                   |        |                        |                                        |  |  |

| 20. září 1958 | Československo           | 2 – 1  | Švýcarsko | Tehelné pole, Bratislava                   |  |  |
|               | Scherer 41' Moravčík 49' | Report | 28' Meier | Diváci: 50.000 Rozhodčí: Lucien van Nuffel |  |  |
|               |                          |        |           |                                            |  |  |

| 13. prosinec 1958 | Itálie    | 1 – 1  | Československo | Stadio Luigi Ferraris, Janov              |  |  |
|                   | Galli 83' | Report | 26' Masopust   | Diváci: 40.000 Rozhodčí: Kurt Tschenscher |  |  |
|                   |           |        |                |                                           |  |  |

| 26. duben 1959 | Švýcarsko | 1 – 5  | Jugoslávie                                             | St. Jakob Stadium, Basilej            |  |  |
|                | Rey 57'   | Report | 41', 48' Šekularac 82', 86' Veselinović 3' Lipošinović | Diváci: 57.700 Rozhodčí: Cesare Jonni |  |  |
|                |           |        |                                                        |                                       |  |  |

| 25. říjen 1959 | Maďarsko                                                      | 8 – 0  | Švýcarsko | Népstadion, Budapešť                   |  |  |
|                | Tichy 19', 28', 35', 66' Göröcs 1', 79' Sándor 22' Albert 27' | Report |           | Diváci: 70.000 Rozhodčí: Ivan Lukyanov |  |  |
|                |                                                               |        |           |                                        |  |  |

| 1. listopad 1959 | Československo           | 2 – 1  | Itálie      | Stadion Československé Armády, Praha |  |  |
|                  | Dolinský 29' Scherer 41' | Report | 9' Lojacono | Diváci: 45.000 Rozhodčí: Reg Leafe   |  |  |
|                  |                          |        |             |                                      |  |  |

| 29. listopad 1959 | Itálie             | 1 – 1  | Maďarsko  | Stadio Comunale, Florencie           |  |  |
|                   | Cervato 56 (pen.)' | Report | 50' Tichy | Diváci: 67.000 Rozhodčí: Piet Roomer |  |  |
|                   |                    |        |           |                                      |  |  |

| 6. leden 1960 | Itálie                                       | 3 – 0  | Švýcarsko | Stadio San Paolo, Neapol                         |  |  |
|               | Mägerli 47 (vl.)' Stacchini 64' Montuori 81' | Report |           | Diváci: 55.000 Rozhodčí: Daniel Zariquiegui Izco |  |  |
|               |                                              |        |           |                                                  |  |  |

## Tabulka
| Poř. | Tým            | Z  | V | R | P | VG | OG | B  |
| ---- | -------------- | -- | - | - | - | -- | -- | -- |
| 1.   | Československo | 10 | 7 | 2 | 1 | 24 | 14 | 16 |
| 2.   | Maďarsko       | 10 | 6 | 3 | 1 | 34 | 16 | 15 |
| 3.   | Rakousko       | 10 | 4 | 3 | 3 | 21 | 21 | 11 |
| 4.   | Jugoslávie     | 10 | 3 | 3 | 4 | 21 | 13 | 9  |
| 5.   | Itálie         | 10 | 2 | 3 | 5 | 12 | 21 | 7  |
| 6.   | Švýcarsko      | 10 | 0 | 2 | 8 | 10 | 37 | 2  |

## Střelecká listina
| P. | Nár      | Hráč           | Tým            | Branky |
| -- | -------- | -------------- | -------------- | ------ |
| 1. | Maďarsko | Lajos Tichy    | Maďarsko       | 7      |
| 2. | Maďarsko | Ferenc Puskás  | Maďarsko       | 5      |
| 2. | Česko    | Jiří Feureisl  | Československo | 5      |
| 2. | Česko    | Anton Moravčík | Československo | 5      |